# Osorkon IV
Aajeperra Setepenamon Osorkon, Osorkon IV, u Osorcón IV es el último faraón de la dinastía XXII de Egipto; gobierna de ca. 730 a 715 a. C. durante el Tercer periodo intermedio de Egipto. 
Fue hijo de Sheshonq V y Tadibastet II. Era rey de Tanis y solamente gobierna en el nordeste del delta del Nilo. 
Su reinado surge en un periodo en que el Antiguo Egipto es dirigido simultáneamente por reyes de cuatro dinastías: la dinastía XXIII, que está regida por Iuput II y gobierna en la ciudad de Leontópolis; la dinastía XXIV, gobernada por Tafnajt, en Sais, y después por Bakenrenef; y la dinastía XXV, kushita, que está regida por Pianjy y Shabako. 
Osorkon IV se aliará con Iuput II y Tafnajt, para intentar frustrar el fortalecimiento de Pianjy, rey de Napata. También tratará de ayudar a los reyes de Israel y de Judá. Aunque finalmente buscó la amistad de Sargón II, el rey asirio, con valiosos regalos como doce magníficos caballos. 
Con la muerte de Osorkon concluye la dinastía XXII, coetánea de las dinastías XXIII y XXIV. Manetón comentó que Sabacon (Shabako), el faraón kushita de la Dinastía XXV, tras capturar a Bokkoris y quemarlo vivo, reinó varios años en Egipto. 

## Titulatura
| Titulatura | Jeroglífico | Transliteración (transcripción) - traducción - (referencias) |

| N5 | O29V | L1 |

| N5 | O29V | L1 |

| N5 | O29V | L1 |

| N5 | O29V | L1 |

| N5 | O29V | L1 |

| N5 | O29V | L1 |

| N5 | O29V | L1 |

| N5 | O29V | L1 |

| N5 | O29V | L1 |

| N5 | O29V | L1 |

| N5 | O29V | L1 |

| N5 | O29V | L1 |

| N5 | O29V | L1 |

| N5 | O29V | L1 |

| N5 | O29V | L1 |

| N5 | O29V | L1 |

| N6 | N5 | O29V | L1 | C12 | U21 · N35 |

| N6 | N5 | O29V | L1 | C12 | U21 · N35 |

| N6 | N5 | O29V | L1 | C12 | U21 · N35 |

| N6 | N5 | O29V | L1 | C12 | U21 · N35 |

| N6 | N5 | O29V | L1 | C12 | U21 · N35 |

| N6 | N5 | O29V | L1 | C12 | U21 · N35 |

| N6 | N5 | O29V | L1 | C12 | U21 · N35 |

| N6 | N5 | O29V | L1 | C12 | U21 · N35 |

| N6 | N5 | O29V | L1 | C12 | U21 · N35 |

| N6 | N5 | O29V | L1 | C12 | U21 · N35 |

| N6 | N5 | O29V | L1 | C12 | U21 · N35 |

| N6 | N5 | O29V | L1 | C12 | U21 · N35 |

| N6 | N5 | O29V | L1 | C12 | U21 · N35 |

| N6 | N5 | O29V | L1 | C12 | U21 · N35 |

| N6 | N5 | O29V | L1 | C12 | U21 · N35 |

| N6 | N5 | O29V | L1 | C12 | U21 · N35 |

| V4 | Aa18 | r · n · V31 |

| V4 | Aa18 | r · n · V31 |

| V4 | Aa18 | r · n · V31 |

| V4 | Aa18 | r · n · V31 |

| V4 | Aa18 | r · n · V31 |

| V4 | Aa18 | r · n · V31 |

| V4 | Aa18 | r · n · V31 |

| V4 | Aa18 | r · n · V31 |

| V4 | Aa18 | r · n · V31 |

| V4 | Aa18 | r · n · V31 |

| V4 | Aa18 | r · n · V31 |

| V4 | Aa18 | r · n · V31 |

| V4 | Aa18 | r · n · V31 |

| V4 | Aa18 | r · n · V31 |

| V4 | Aa18 | r · n · V31 |

| V4 | Aa18 | r · n · V31 |

| N6 | i | mn · n · U7 | V4 | Aa18 | r · n · V31 |

| N6 | i | mn · n · U7 | V4 | Aa18 | r · n · V31 |

| N6 | i | mn · n · U7 | V4 | Aa18 | r · n · V31 |

| N6 | i | mn · n · U7 | V4 | Aa18 | r · n · V31 |

| N6 | i | mn · n · U7 | V4 | Aa18 | r · n · V31 |

| N6 | i | mn · n · U7 | V4 | Aa18 | r · n · V31 |

| N6 | i | mn · n · U7 | V4 | Aa18 | r · n · V31 |

| N6 | i | mn · n · U7 | V4 | Aa18 | r · n · V31 |

| N6 | i | mn · n · U7 | V4 | Aa18 | r · n · V31 |

| N6 | i | mn · n · U7 | V4 | Aa18 | r · n · V31 |

| N6 | i | mn · n · U7 | V4 | Aa18 | r · n · V31 |

| N6 | i | mn · n · U7 | V4 | Aa18 | r · n · V31 |

| N6 | i | mn · n · U7 | V4 | Aa18 | r · n · V31 |

| N6 | i | mn · n · U7 | V4 | Aa18 | r · n · V31 |

| N6 | i | mn · n · U7 | V4 | Aa18 | r · n · V31 |

| N6 | i | mn · n · U7 | V4 | Aa18 | r · n · V31 |